# Micrurus hippocrepis
Micrurus hippocrepis es una especie de serpiente venenosa que pertenece a la familia Elapidae. Es nativa de Guatemala y Belice. No tiene subespecies reconocidas.